# 潇湘书院

潇湘书院是一家成立于2001年的中国网络文学平台，提供原创小说的发布与阅读服务。

## 历史
潇湘书院于2001年创建，最初为一个以女性读者为主要群体的在线文学社区。2000年代初，中国网络文学处于起步阶段，潇湘书院通过聚集女性作者和读者，形成了以女性视角为主的文学内容。2008年，平台被阅文集团（前身为盛大文学）收购，成为其旗下品牌之一。